# Austin St. John
Jason Geiger (Roswell, Nuevo México, 17 de septiembre de 1974), conocido por su nombre artístico Austin St. John, es un ex actor estadounidense recordado por su personaje en la teleserie Mighty Morphin Power Rangers como Jason Lee Scott, el primer Red Ranger y el primer líder de los Power Rangers. Actualmente está retirado de la interpretación; trabaja como paramédico y anteriormente fue bombero.

## Vida personal
St. John lleva practicando artes marciales desde los cinco años y es cinturón negro de segundo grado en taekwondo y negro de primer grado en judo. También practica kenpo.
Su nombre artístico llegó cuando sus mánager en la agencia pensaron que Jason Geiger no era un nombre impactante. Al actor se le ocurrió lo de «St. John», y «Austin» fue sugerencia de los mánager, inspirados por el personaje de Steve Austin, de The Six Million Dollar Man.
El 10 de marzo de 2015, Austin fue padre de una niña a la que llamó MacKenzie.

## Power Rangers
El primer papel protagonista de St. John en la interpretación fue en 1993, cuando interpretó a Jason Lee Scott, el Power Ranger Rojo en Mighty Morphin Power Rangers de Saban Entertainment. Con diecinueve años en el momento del estreno, era el más joven del reparto original, pero al mismo tiempo era también el mayor experto en artes marciales, y eso se integró a su personaje. Mighty Morphin Power Rangers fue un éxito inmediato y se convirtió rápidamente en uno de los programas infantiles de mayor audiencia de todos los tiempos. Sin embargo, Austin dejó la serie a mitad de la segunda temporada por una disputa sobre su contrato y su salario. Y fue reemplazado en la serie por Steve Cardenas, que sería el que aparecería en la primera película de la serie.
St. John volvería más tarde a la franquicia como Gold Ranger en Power Rangers Zeo y como actor invitado en la segunda película, Turbo: A Power Rangers Movie. También copresentó el episodio especial de 1999 titulado «El episodio perdido», junto a su antiguo compañero y buen amigo Walter Jones, intérprete del primer Black Ranger. Y ambos hablaron de la historia de la franquicia hasta ese momento, además de presentar el episodio piloto inédito hasta entonces de Mighty Morphin Power Rangers.
En 2002, Austin St. John volvió una vez más en Power Rangers Wild Force para el especial del décimo aniversario de la franquicia, «Forever Red», en el que se unió a otros nueve actores intérpretes del Ranger Rojo hasta la fecha, interpretando al Ranger Rojo original y se reunió con su antiguo compañero de reparto Jason David Frank. También fue uno de los participantes invitados en la Power Morphicon del 2007 celebrada en Los Ángeles por motivo del decimoquinto aniversario de la franquicia.
Tras varios años de servicio como paramédico y bombero, St. John comenzó a hacer apariciones en convenciones desde el 2014, incluyendo un regreso a la Power Morphicon.
En el año 2017, St. John volvió al mundo de la actuación en una película de suspenso posapocalíptico llamada Survival's End.
En ese mismo año, protagonizó el próximo corto The Order, junto a otros exactores de Power Rangers, como Walter Emanuel Jones, Catherine Sutherland, David Yost, Johnny Yong Bosch, Paul Schrier, Karan Ashley, Steve Cardenas, Erin Cahill, Blake Foster, Nakia Burrise, Hilary Shepard Turner, Dan Southworth, Alyson Sullivan, Deborah Estelle Phillips y Azim Rizk.
En el año 2020, regresó interpretando nuevamente a Jason Lee Scott, tras casi dieciocho años del especial «Forever Red», haciendo su aparición en el capítulo 15 de la segunda temporada de Power Rangers Beast Morphers. Esta vez regresando como un ranger legendario, que fue un fuerte apoyo para esta nueva generación de héroes. Usó una vez más su moneda de poder para invocar los poderes del Ranger Tiranosaurio. Y enfrentó a nuevos enemigos, incluido a Goldar, quién fue revivido como una versión mucho más fuerte llamada Goldar Maximus.

## Filmografía

### Televisión
| Año       | Título                          | Personaje                                             | Notas                                   |
| --------- | ------------------------------- | ----------------------------------------------------- | --------------------------------------- |
| 1993-1994 | Mighty Morphin Power Rangers    | Jason Lee Scott/Mighty Morphin Red Ranger             | Protagonista (ochenta episodios)        |
| 1996      | Power Rangers Zeo               | Jason Lee Scott/Gold Zeo Ranger                       | Protagonista (diecisiete episodios)     |
| 1998      | Exposé                          | Detective Anderson                                    | Telefilme                               |
| 1999      | Power Rangers: The Lost Episode | Presentador/Jason Lee Scott/Mighty Morphin Red Ranger | Copresentador/protagonista              |
| 2002      | Power Rangers Wild Force        | Jason Lee Scott/Mighty Morphin Red Ranger             | Actor invitado (episodio «Forever Red») |
| 2020      | Power Rangers Beast Morphers    | Jason Lee Scott/Mighty Morphin Red Ranger             | Actor invitado                          |

### Cine
| Título | Año                                                 | Personaje       |
| ------ | --------------------------------------------------- | --------------- |
| 1995   | Encyclopedia of Martial Arts: Hollywood Celebrities | Él mismo        |
| 1997   | Turbo: A Power Rangers Movie                        | Jason Lee Scott |

## Libros
- Austin St. John es el autor del libro Karate Warrior: A Beginner's Guide to Martial Arts. ISBN 1-56138-784-3.